# Степанов, Клавдий Петрович
Клавдий Петрович Степанов (2 [14] ноября 1854, Московская губерния — 15 [28] июля 1910, Ялта) — русский живописец и общественный деятель-монархист. Редактор газеты «Московский голос», сотрудник «Московских ведомостей».

## Биография
Родился 2 (14) ноября 1854 года в Московской губернии. В 1873 году окончил лицей цесаревича Николая (1-й выпуск). Затем учился на историко-филологическом факультете Санкт-Петербургского университета. Будучи студентом, одновременно посещал Академию художеств в качестве вольноприходящего ученика; здесь за свои успехи в рисунке был удостоен малой серебряной медали.
По окончании университетского курса участвовал в Русско-турецкой войне в составе лейб-гвардии Преображенского полка. После этого состоял в течение двух лет чиновником особых поручений в Министерстве финансов. В 1880 году уехал за границу; жил в Париже, затем в Венеции.
Писал небольшие картинки преимущественно с фигурами в западноевропейских костюмах эпохи Возрождения, отличаясь в них тонкостью кисти, силою красок и прекрасною характеристикою и выразительностью выведенных на сцену лиц. С 1885 года картины Клавдия Степанова стали регулярно появляться на академических выставках в Санкт-Петербурге и в 1888 году академия художеств присвоила ему звание классного художника 1-й степени. К этому времени работы живописца охотно приобретались коллекционерами, среди которых были П. М. Третьяков, А. Н. Русанов, великий князь Константин Константинович.

### Общественная деятельность
В начале XX века вернулся в Россию, где проявил себя «горячим врагом беспочвенного русского западничества». Хорошо знавший политическую систему Запада, он протестовал против механического перенесения европейских политических институтов на русскую почву. Он обращал внимание, что у русских и европейцев различается даже само представление о принципе выборности, подчеркивая, что русскому народу чужда идея избрания своих «представителей», русские выбирают представителей разве что в торжественных случаях для поздравления, а вот избрание «выборных для нарочитого дела и в деле том сведущих» вполне входит в наше народное понимание.
В 1903 году начал сотрудничать в газете «Московские ведомости»; много писал по крестьянскому и земельному вопросам (часто совместно с Д. А. Хомяковым). В 1906—1907 годах был редактором-издателем славянофильской газеты «Московский голос». Участвовал в монархическом движении со времени его возникновения; был участником Всероссийских съездов Русских Людей в 1907 и 1909 годах. До декабря 1908 года был одним из вице-председателей весьма влиятельной общественной организации Аксаковского литературного и политического общества в Москве.
В последние годы жизни он основал при Донском монастыре иконописную школу и находил время для творчества; им была выполнена вся настенная живопись в храме-усыпальнице великого князя Сергея Александровича в Чудовом монастыре Московского Кремля.
Скончался 15 (28) июля 1910 в Ялте, куда приехал на лечение.

## Творчество
Работы художника находятся в Третьяковской галерее, Русском музее, Архангельском музее изобразительных искусств, Иркутском художественном музее, Нижегородском художественном музее и других.
Избранные работы
- «Портрет девушки в народном костюме» (1882)
- «Тверская красавица у ларца с драгоценностями» (1882)
- «Негр» (1883, Иркутский областной художественный музей)
- «Сцена из посольства Чемоданова во Флоренции при Алексее Михайловиче» (1887)
- «С мороза»
- «Честь спасена»
- «Дон Кихот после сражения с мельницами» (1888, Третьяковская галерея)[3]
- «Седина в бороду, а бес в ребро» (1888, Художественная культура Русского Севера (Архангельский музей изобразительных искусств)
- «Скупой» (1888, принадлежала графу Русанову)
- «Торговец» (1889, у великого князя Константина Константиновича)
- «У венецианского мастера» (1889)
- «Музыкант» (1890)
- «Урок рисования» (1890)
- «Портрет девочки» (1892)
- «Приношение» (1892)
- «Автопортрет» (1892, Русский музей)
- «Пир у Лауры» (1893)
- «Письмо» (1893, Нижегородский художественный музей)
- «Девушка с лютней» (1894)
- «Песнь любви» (1896, Нижегородский художественный музей)
- «В мастерской художника» (1898, Третьяковская галерея)
- «Жанровая сцена» (1902, Иркутский областной художественный музей)
- «Портрет княгини З. Н. Юсуповой» (1902)

## Галерея

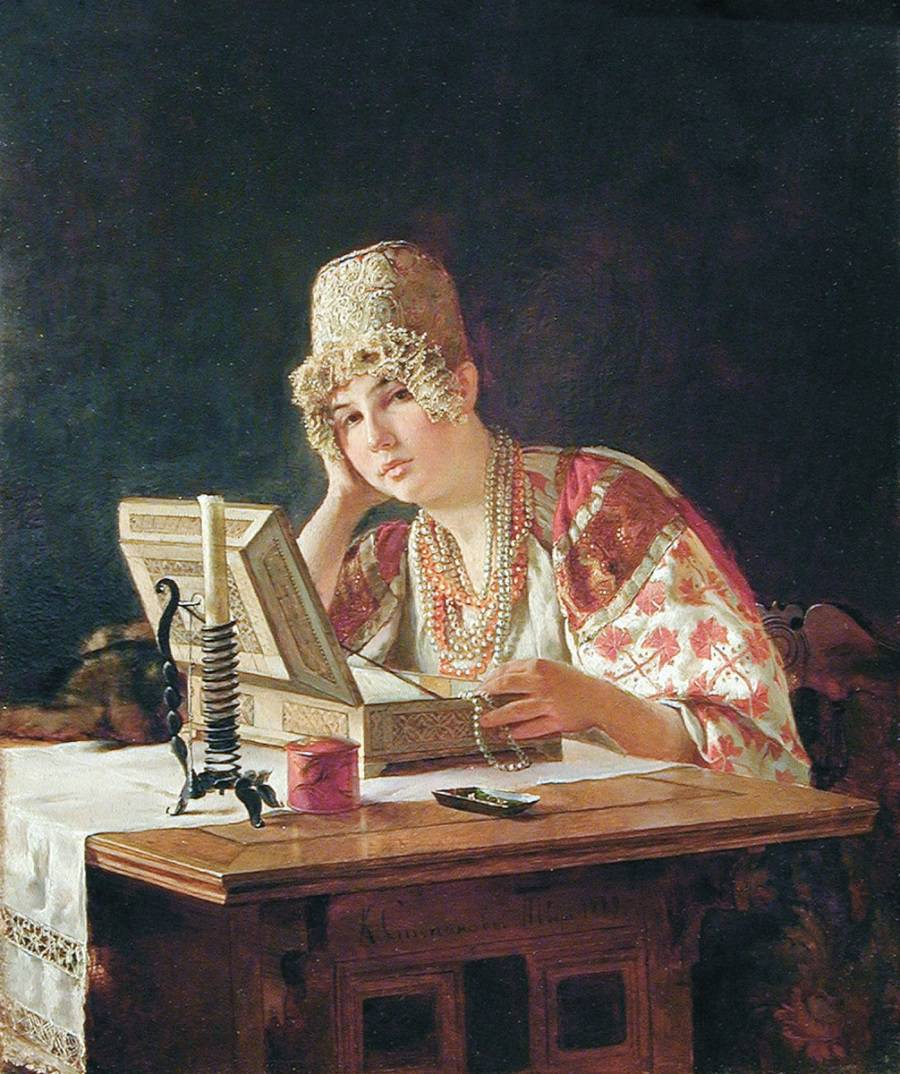
Тверская красавица у ларца с драгоценностями. 1882
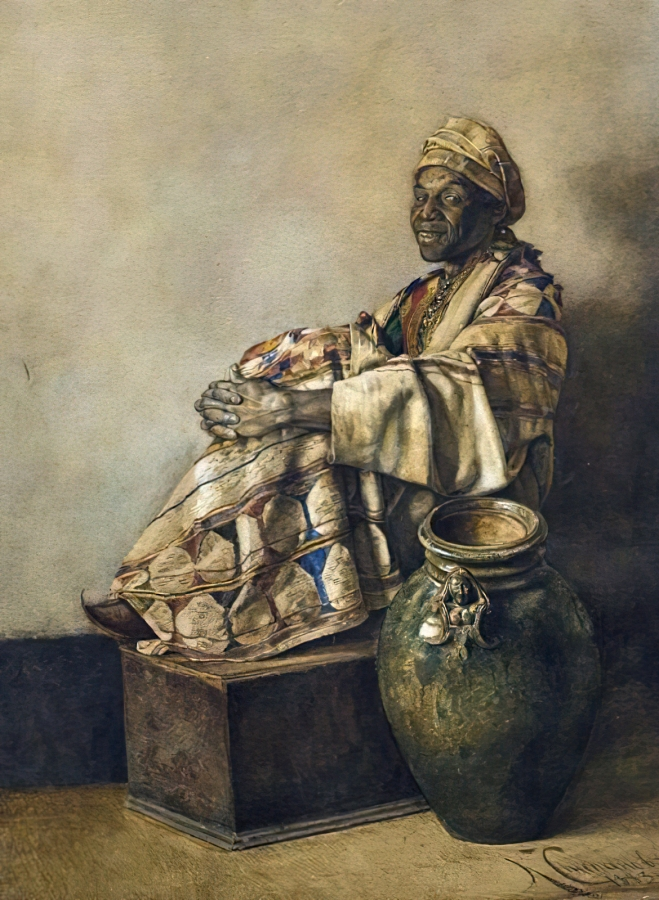
Негр. 1883
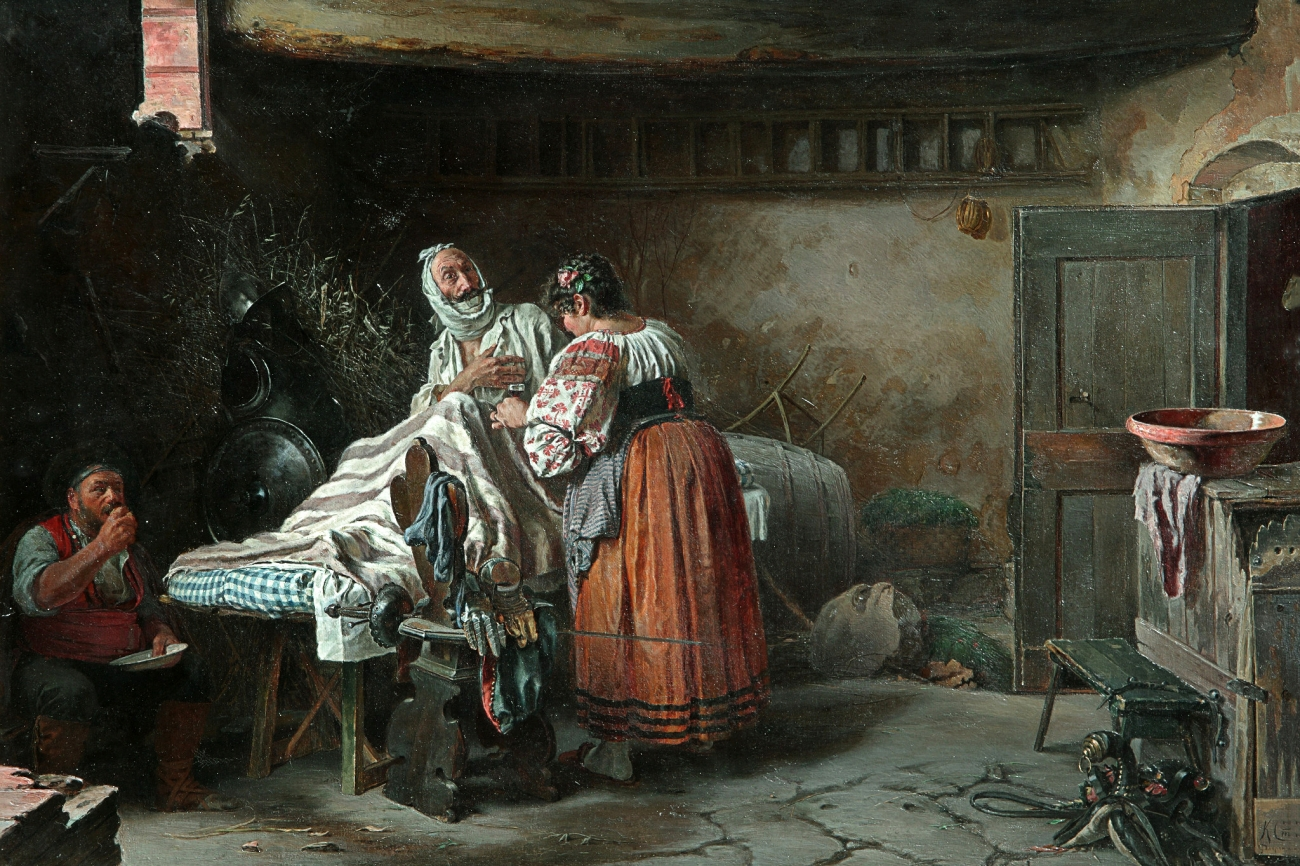
Дон Кихот после сражения с мельницами. 1888
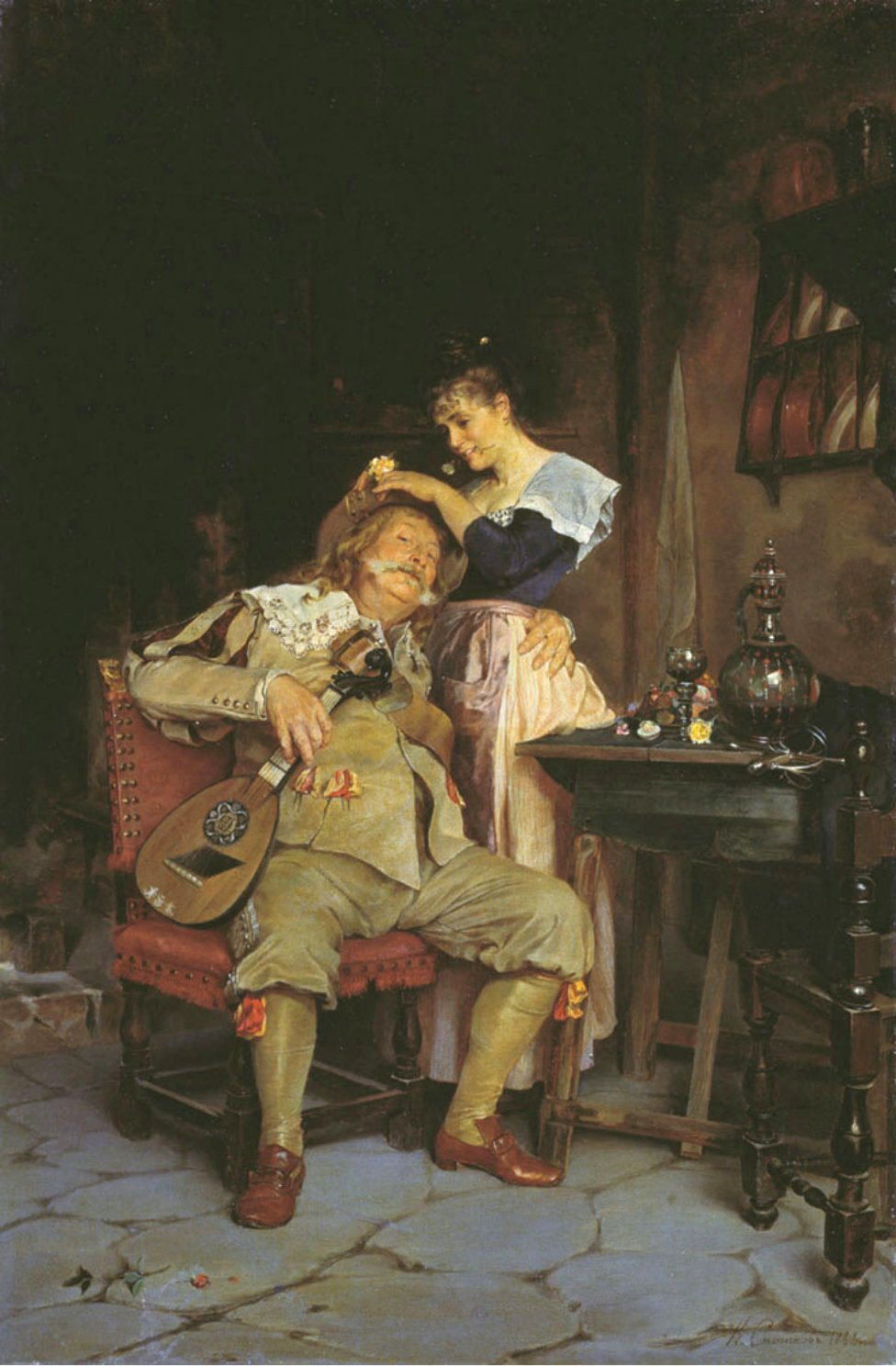
Седина в бороду, а бес в ребро. 1888
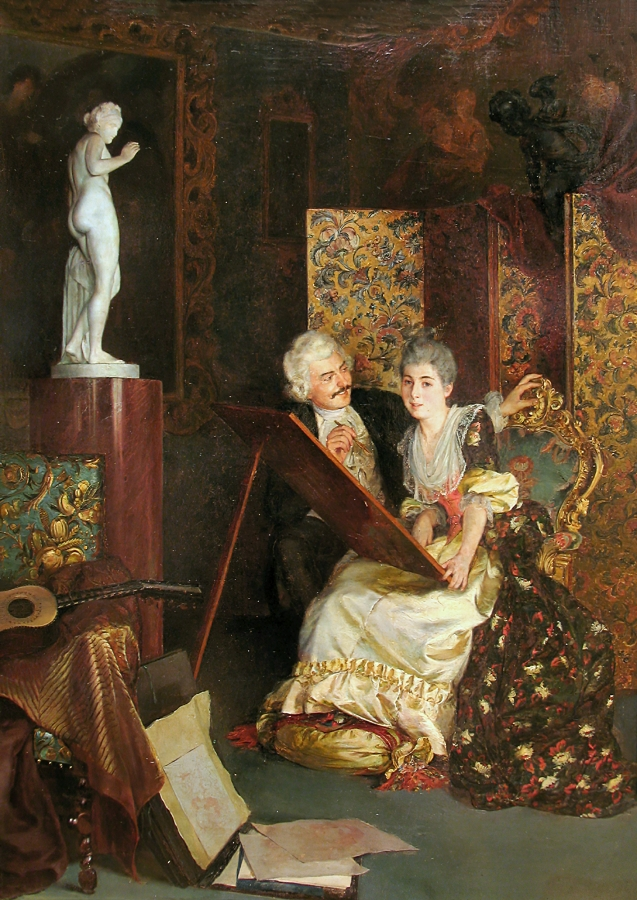
Урок рисования. 1890
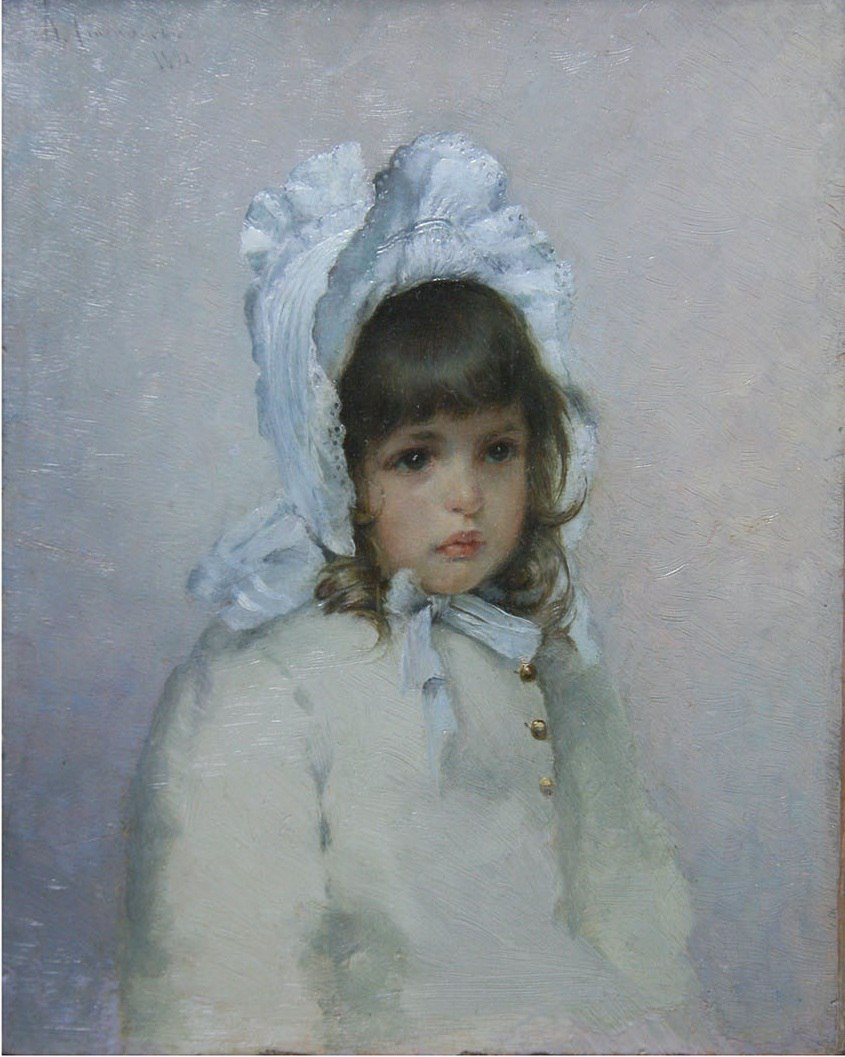
Портрет девочки. 1892
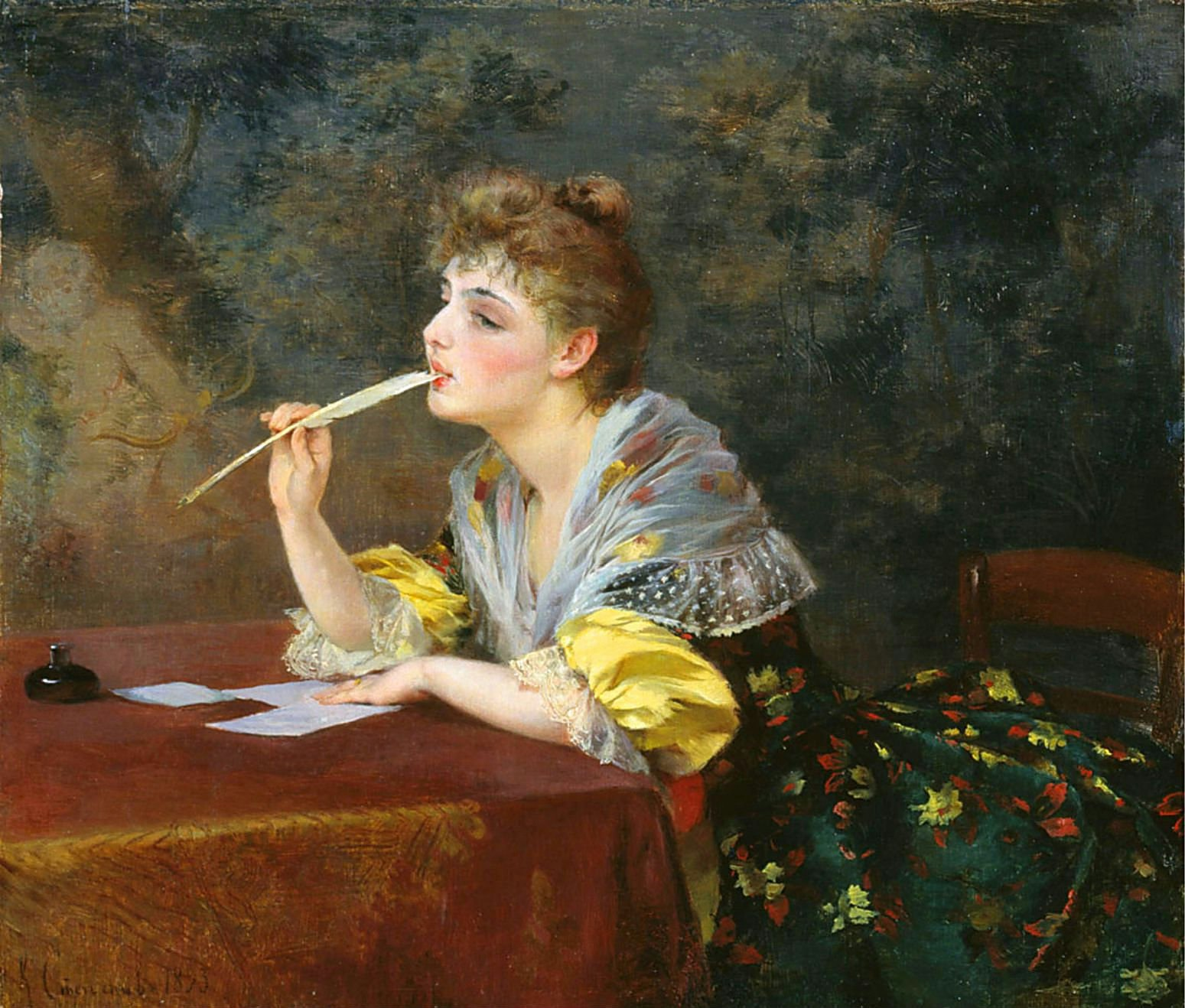
Письмо. 1893
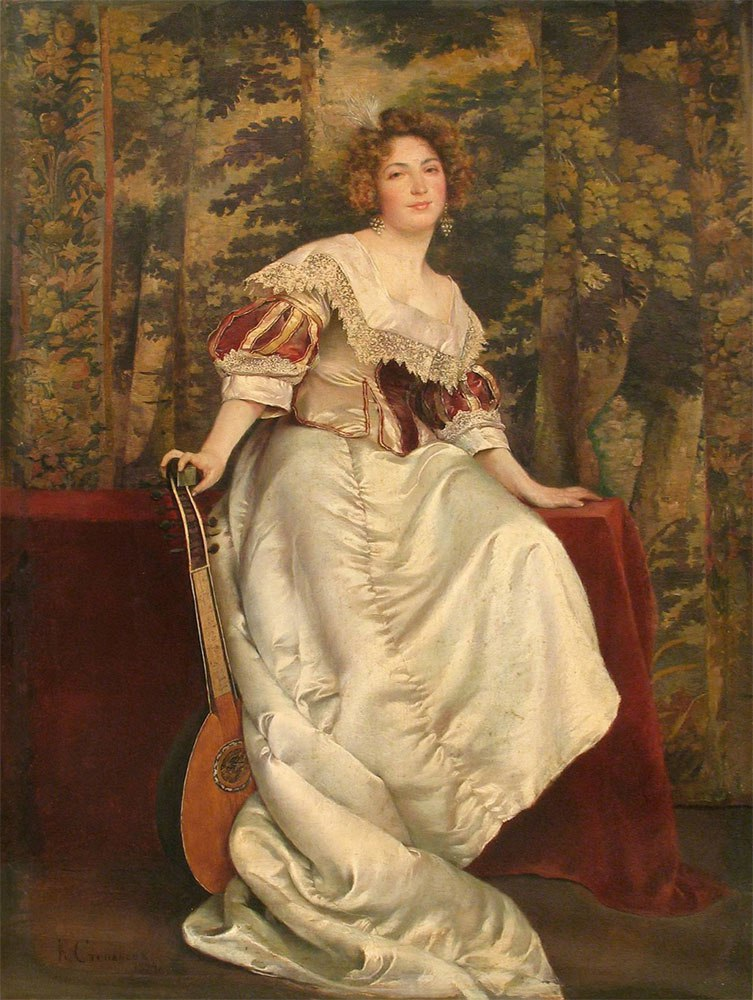
Девушка с лютней. 1894
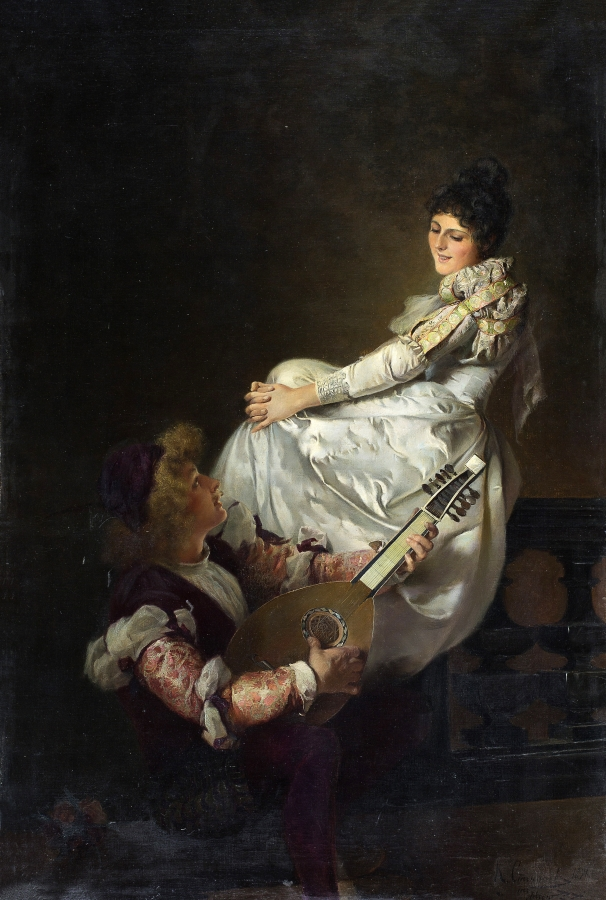
Песнь любви. 1896
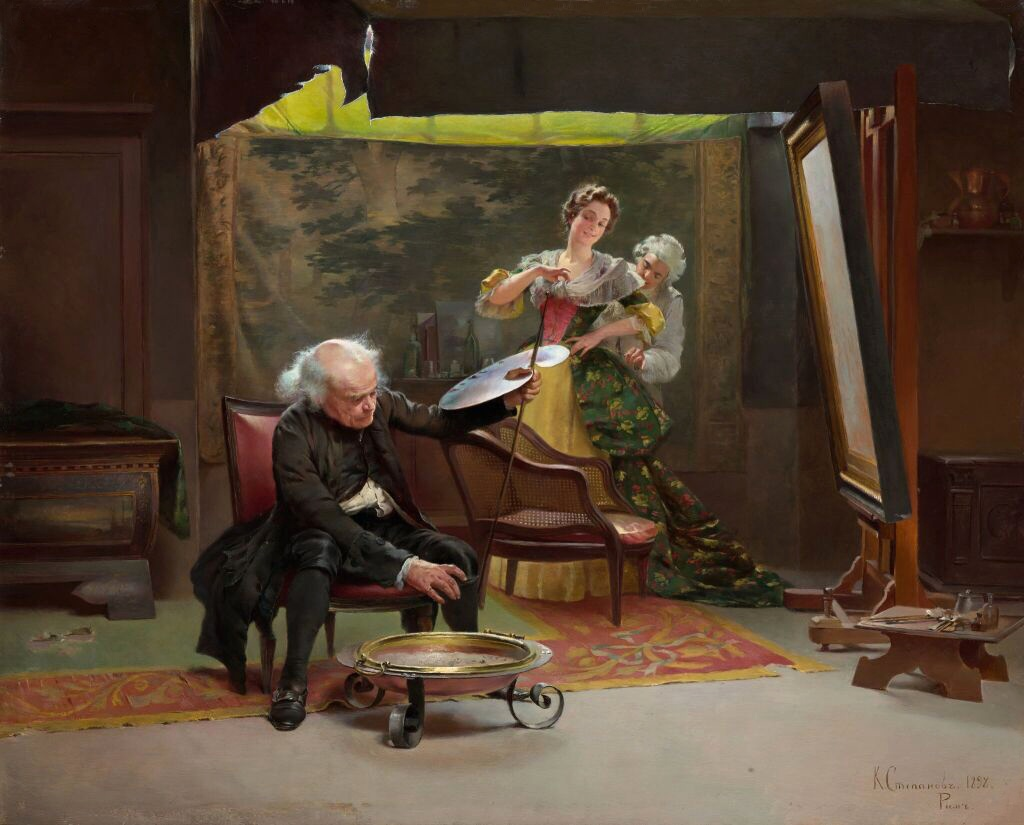
В мастерской художника. 1898
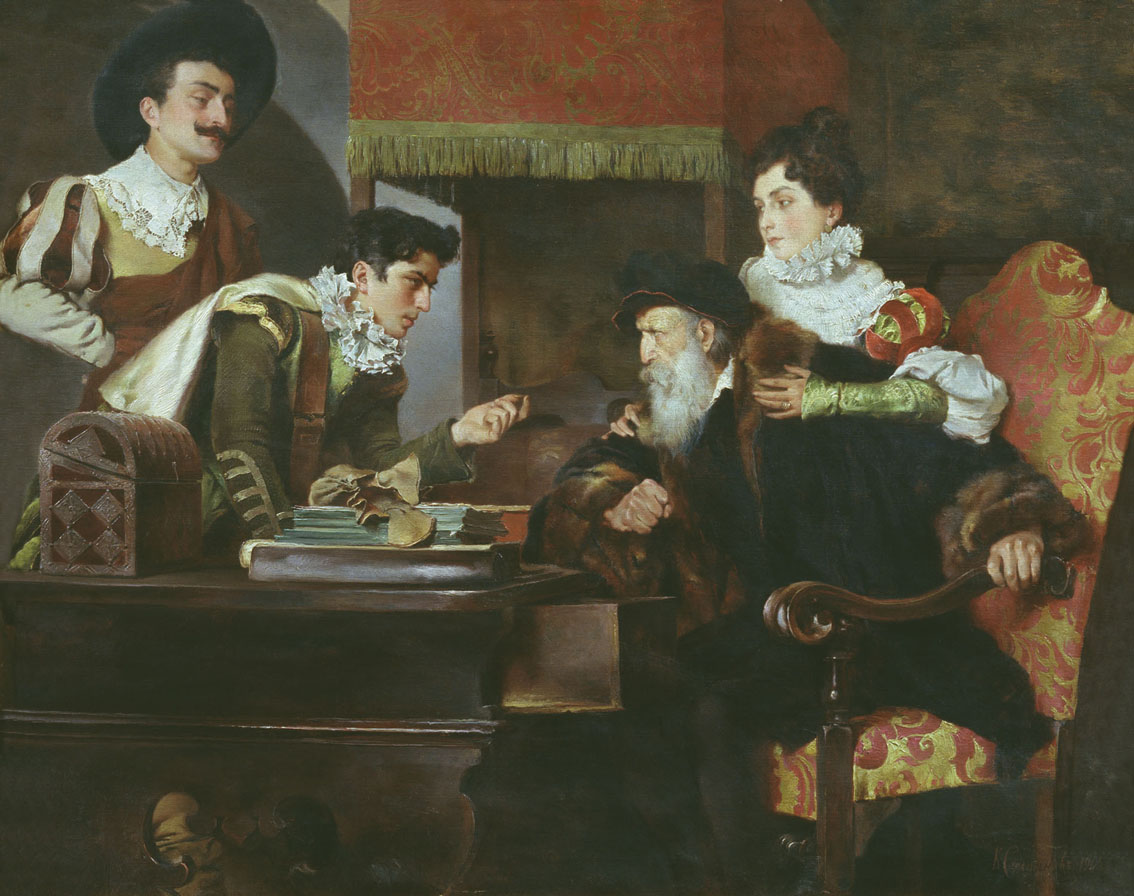
Жанровая сцена. 1902
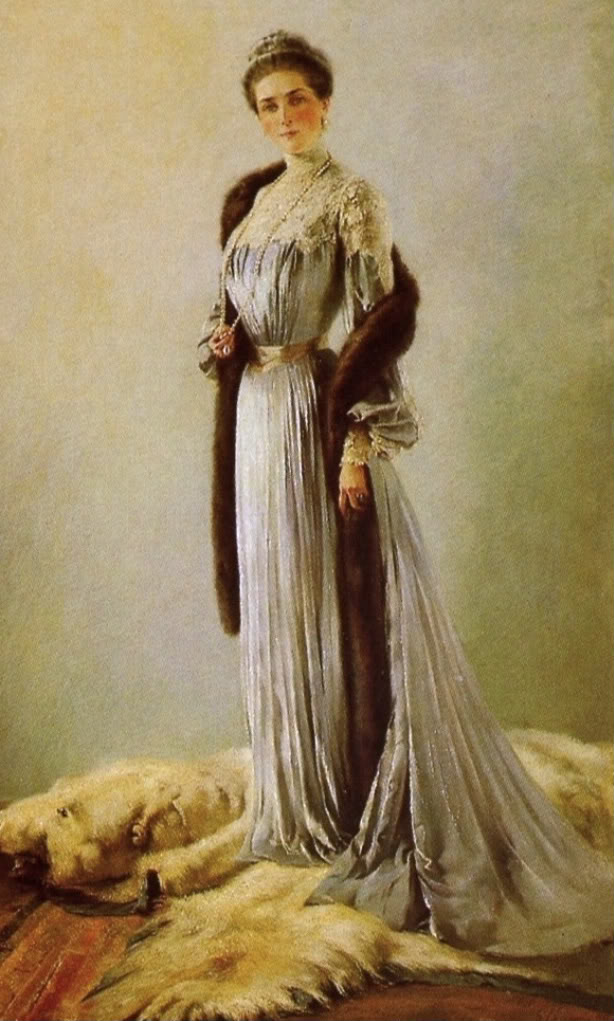
Портрет княгини З. Н. Юсуповой. 1902

## Семья
У К. П. Степанова от двух браков было четыре сына и две дочери. От брака (07.01.1879 в церкви Божией Матери Владимирской в Придворных слободах) с дочерью генерал-лейтенанта Н. П. Дитмара, Варварой Николаевной (1855—1937) родились двое сыновей — Даниил, Петр и дочь Варвара. Даниил и Пётр стали художниками (Даниил, старший, жил и работал до революции в Царском селе, составлял коллекцию итальянской живописи для царской коллекции,позже работал на Монетном дворе,какое-то время с семьей жил в Самарканде, эмигрировал на родину жены в Италию, умер в Венеции; Петр имел реставрационную мастерскую в Париже, сам был реставратором и коллекционером, умер в 1953 году в Париже); другие двое детей — Георгий и Юрий стали офицерами. Оба эмигрировали после октябрьских событий . Старшая дочь, Варвара Клавдиевна Степанова, жила и умерла в Москве в 1947 году. Имела дочь Татьяну Сергеевну Тверитинову (1917- 2011). Судьба Веры — дочери от гувернантки старших детей Клавдия Петровича Степанова, неизвестна. Был ли заключён этот брак официально тоже остается загадкой.Как и судьба второй супруги художника.